# 維氏矛麗魚
維氏矛麗魚為輻鰭魚綱鱸形目隆頭魚亞目慈鯛科的其中一種，分布於南美洲巴拉那河及烏拉圭河流域，體長可達26公分，棲息在溪流中底層水域，生活習性不明。

## 擴展閱讀
維基物種上的相關：維氏矛麗魚